# Bozeman Trail

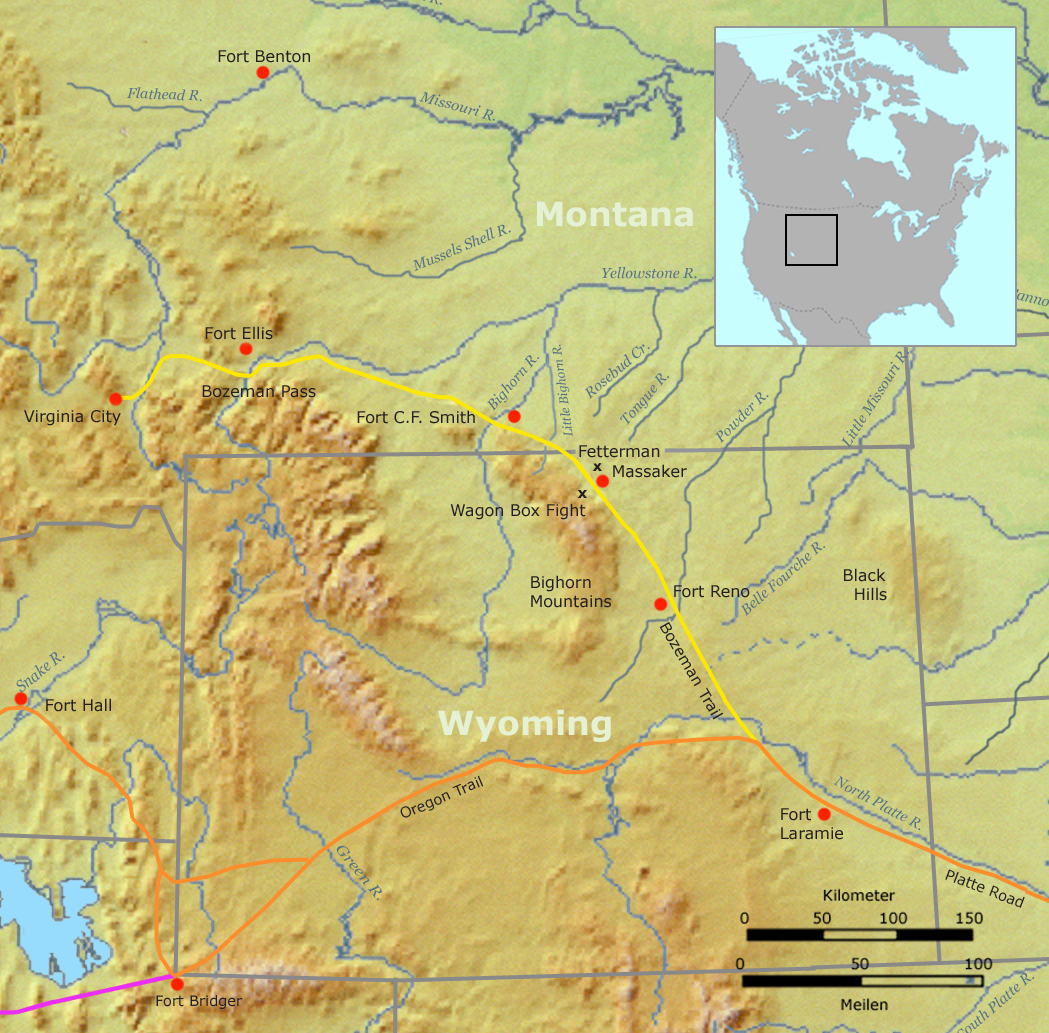
Bozeman Trail (geel gekleurd)

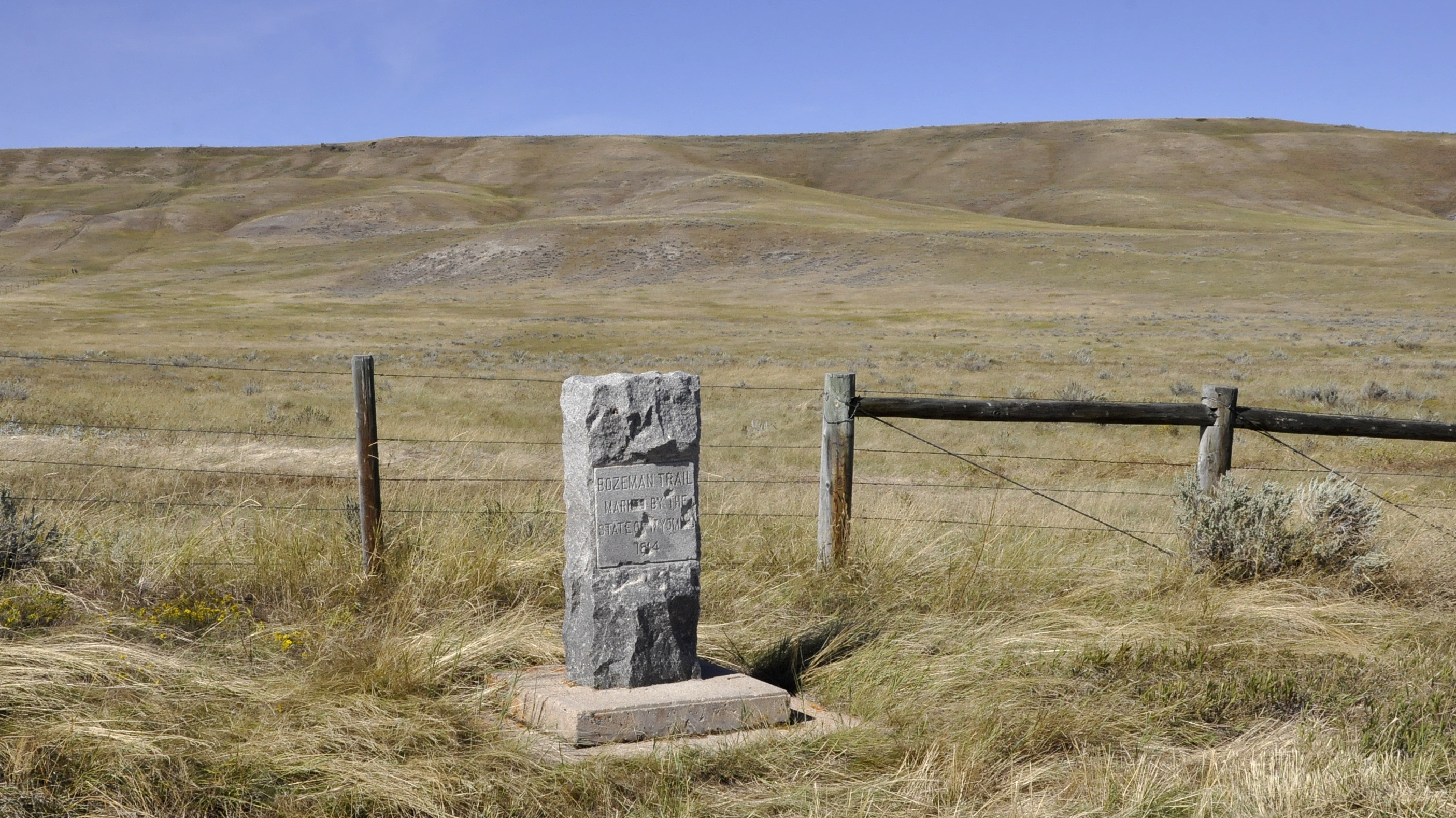
Stele langs de Bozeman Trail in Ranchester

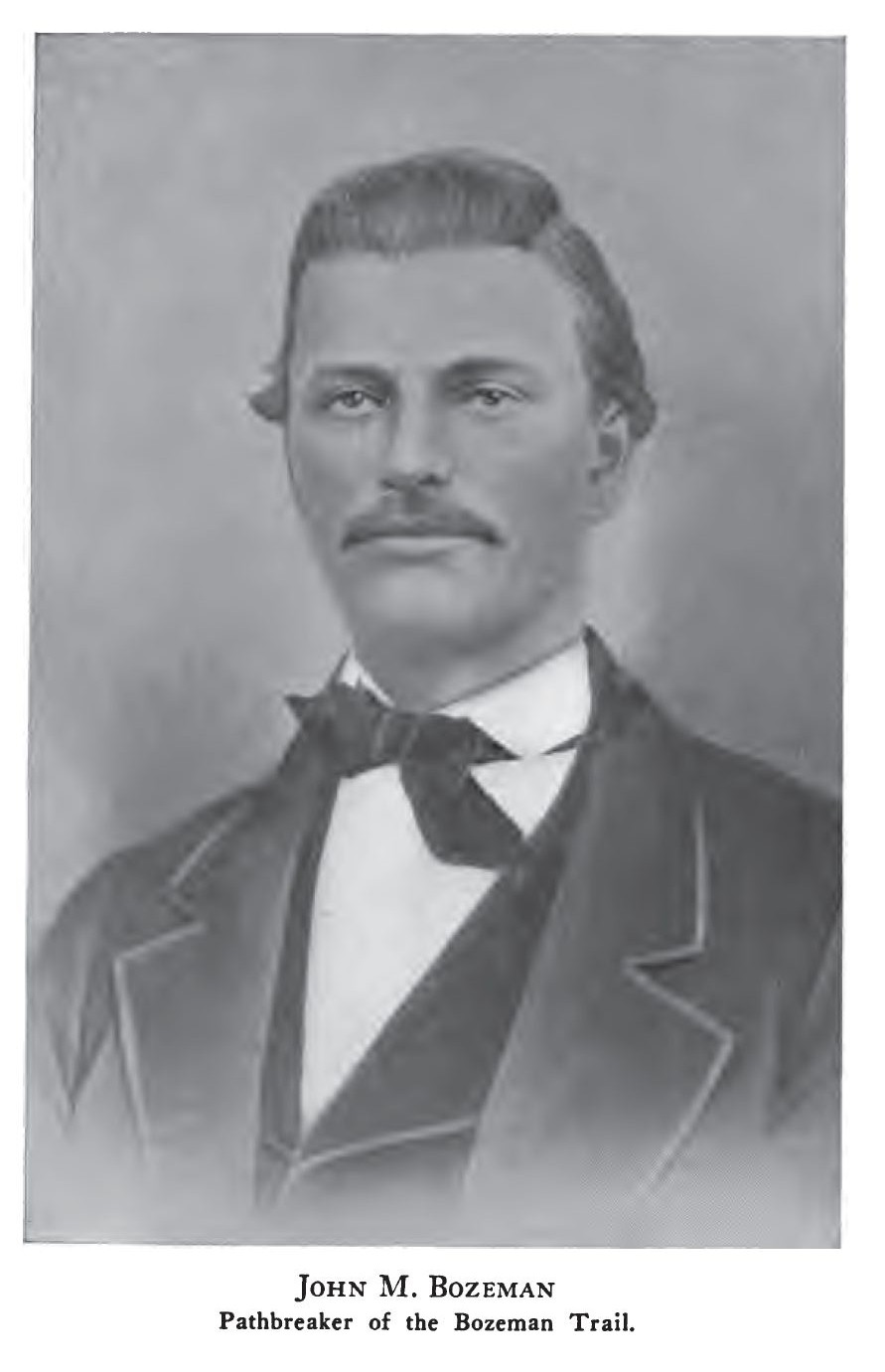
John M. Bozeman

De Bozeman Trail was een route over land in de Westelijke Verenigde Staten, die het goudkoortsgebied in het zuiden van Montana verbond met de Oregon Trail in het oosten van Wyoming. De belangrijkste periode was van 1863 tot 1868. 
Hoewel het grootste deel van de route die in 1864 door reizigers van de Bozeman Trail werd gebruikt, werd gepionierd door Allen Hurlbut, werd deze vernoemd naar John Bozeman.Vele mijlen van de Bozeman Trail in het huidige Montana volgden de sporen van Bridger Trail, geopend door Jim Bridger in 1864.
De stroom pioniers en kolonisten door het territorium van indianen in de Verenigde Staten wekte angst en woede op bij de lokale stammen, waarvan sommigen ervoor kozen om te reageren met agressieve en zelfs gewelddadige acties. De uitdagers van de route waren de pas gearriveerde Lakota en hun inheemse bondgenoten, de Arapaho en de Cheyenne. De Verenigde Staten legden de nadruk op het recht om “wegen, militaire en andere posten op te richten”, zoals beschreven in artikel 2 van het Verdrag van Fort Laramie (1851). Alle partijen in het conflict hadden dat verdrag ondertekend. De Crow  hadden het verdragsrecht op het betwiste gebied en noemden het al tientallen jaren hun thuisland.
Zij kozen de kant van de blanken. Het United States Army voerde verschillende militaire campagnes tegen de vijandige inheemse bevolking om te proberen het pad onder controle te krijgen.  Vanwege de associatie met de grensgeschiedenis en het conflict met de Amerikaanse inheemse bevolking staan verschillende delen van het pad op de lijst van het National Register of Historic Places.

## Aanleg
In 1863 zochten John Bozeman en John Jacobs naar een directe route van Virginia City naar het midden van Wyoming om aan te sluiten op de Oregon Trail, toen de belangrijkste doorgang naar de westkust.  Hiervoor was de meeste toegang tot het zuidwestelijke Montanaterritorium vanaf Saint Louis via de Missouri naar Fort Benton. Vandaar gingen reizigers via de 'Benton Road' rond de Great Falls en door de Chestnut, Hilger en Prickly Pear valleien (de huidige plaats van Helena en Broadwater County).
De Bozeman Trail volgde vele noord-zuid lopende paden die de inheemse volken van Amerika al sinds de prehistorie gebruikten om door Powder River County te reizen. Deze route was directer en beter bewaterd dan alle voorgaande paden naar Montana. De belangrijkste bijdrage van Bozeman en Jacobs was het verbeteren van het pad zodat het breed genoeg werd voor wagens. Maar er was een groot nadeel; het pad liep direct door gebied dat bezet werd door de Shoshone, Arapaho en Lakota.
Decennia voordat de Bozeman Trail door de vlaktes van het huidige Wyoming sneed, werd de uitgestrektheid “... druk bezocht door crows (kraaien) en blanke pelsjagers en handelaren ...”. Volgens het Verdrag van Fort Laramie (1851), liep het grootste deel van de Bozeman Trail door inheems Crow-gebied dat bij verdrag was vastgesteld.
“Voor de Crows introduceerde de Bozeman Trail een relatie [emigranten en legerpersoneel] die de stam in de komende decennia diepgaand zou beïnvloeden”.
Om de zaak nog ingewikkelder te maken, werd het zuidoostelijke deel van het Crowdomein uit 1851 overgenomen door de Arapaho, de Cheyenne en de Lakota. Zij waren het westelijke Powder River gebied binnengedrongen in de jaren 1850 en na “grootschalige gevechten” wonnen zij dit land, dat rijk was aan bizons, rond 1860 van de oorspronkelijke stam.Belangrijke confrontaties (zie Fettermans gevecht) rond de Bozeman Trail vond plaats langs de ruwweg 400 km zuidelijke karrensporen door dit specifieke gebied. Meestal konden de emigranten weer ademhalen toen ze begonnen aan de laatste bijna 310 km van de trail in westelijke richting vanaf de oversteek van de Bighorn naar de stad Bozeman.

## De trail en reizigers
Tijdens de paar jaar dat de trail open was voor emigranten, reisden er 3500 langs deze route. Inheemsen  doodden tussen de 40 en 50 van hen. De korte route werd in die tijd “meestal de weg naar Montana” genoemd en niet de Bozeman Trail. Hoewel kort in vogelvlucht, was de eigenlijke weg van de Oregon Trail naar de mijnstadjes veel langer vanwege het heuvelachtige en golvende terrein. Elk jaar werden kortere of langere stukken van de route aangepast om de slechtste etappes te vermijden. De reis duurde ongeveer acht weken. Veel reizigers hadden zich voorbereid op de zware tocht door het populaire reisboek van John Lyle Campbell te lezen. Verdrinking bij het oversteken van rivieren en fatale ongelukken met vuurwapens kwamen voor. Sommige reizigers kregen kritieke ziekten zoals “bergkoorts” (Tekenkoorts van Colorado) en haalden hun bestemming nooit. Wild waaronder elanden, bergschapen en beren werd af en toe geschoten, ook bizons. “De mannen doden ze in grote aantallen. Ik vind het jammer om zo'n vernietiging te zien. Ze laten elke dag tonnen goed vlees achter om 's nachts door wolven te worden verslonden”, klaagde reiziger Richard Owen in 1864. De reizigers groepeerden zich in georganiseerde “treinen” met uitverkorenen die posten bekleedden als kapitein, treincommandant en ordelijk sergeant. Eén groep, bekend als de Townsend Wagon Train, geleid door kapitein A. A. Townsend uit Wisconsin, bestond uit “wagons ... 150, mannen ... 375, vrouwen ... 36, kinderen ... 36, ossen ... 636”.
Elke vijfde van degenen die de vlakten overstaken via Bozeman Trail was een vrouw of een kind. Elke wagon betaalde de treinbestuurder, misschien zes dollar in 1864. De route werd in het begin gebruikt door alleenstaande emigranten en kleine gezinnen, maar veranderde in een bevoorradingsroute met goederenwagons die uitrusting en levensbehoeften naar de nieuwe, westelijke steden vervoerden.

## Eerste reizigers en weerstand van de indianen
Bozeman leidde de eerste karavaan op het pad in 1864. Abasalom Austin Townsend was kapitein van een andere zeer grote karavaan (meer dan 400 mensen en 150+ wagons) en had een gevecht met de indianen. Bekend als het Townsend Wagon Train Fight, vond de aanval plaats op 7 juli 1864, met slachtoffers aan beide kanten. Inheemse aanvallen op blanke kolonisten namen dramatisch toe tussen 1864 en 1866, wat de Amerikaanse regering ertoe aanzette om het leger opdracht te geven om militaire campagnes uit te voeren tegen de Shoshone. Patrick Edward Connor leidde een aantal van de eerste campagnes, waaronder het gevecht aan de Bear River. en de Powder River Expeditie van 1865. Hij vocht ook tegen de Arapaho in de Slag bij de Tongue River.

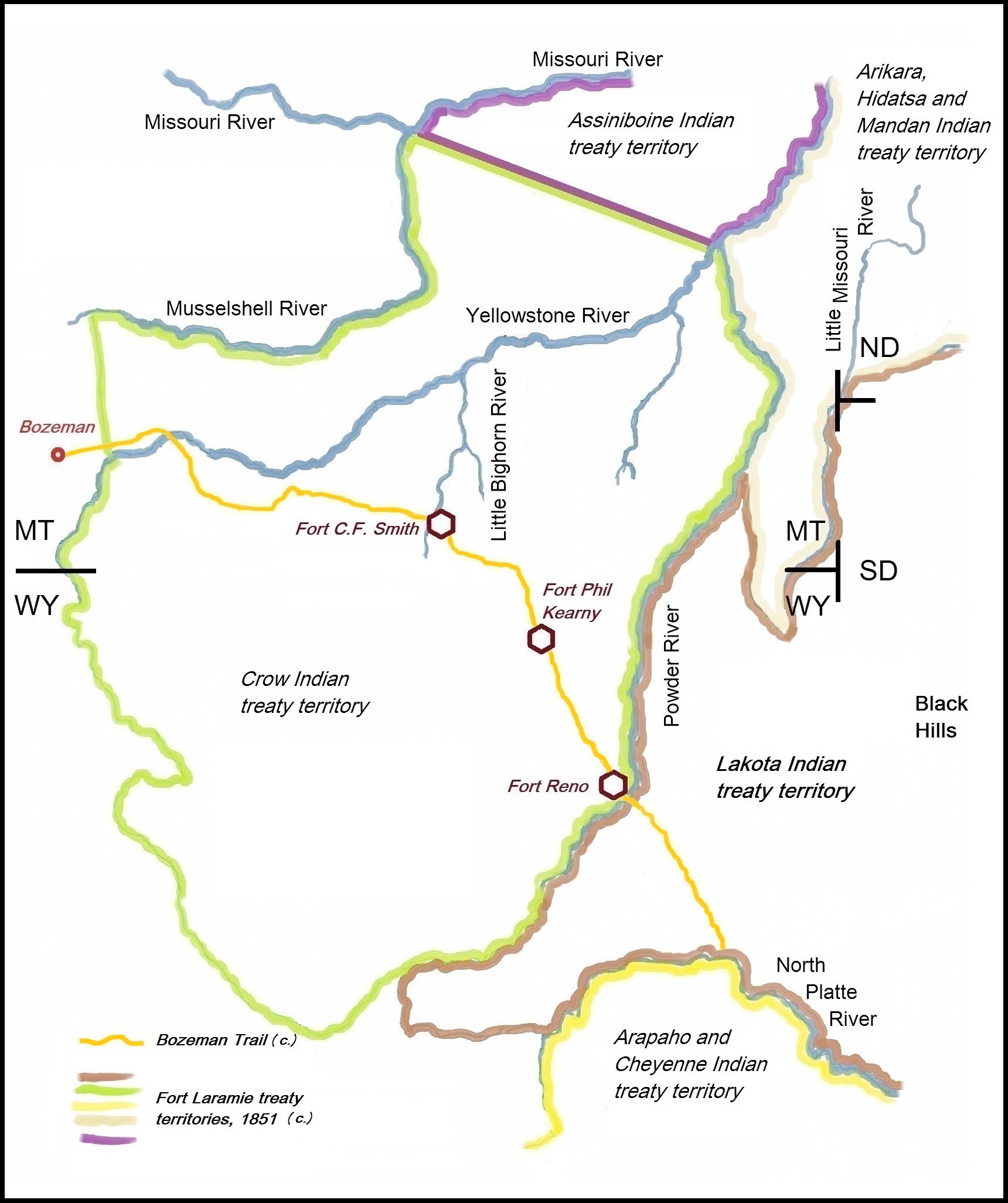
Bozeman Trail, Fort C.F. Smith, Fort Phil Kearny en Fort Reno en relevante Indiaanse gebieden van 1851. Alle drie de militaire forten langs de Bozeman Trail lagen in het verdragsgebied van de Crow Indianen, dat was binnengevallen door op buffels jagende Lakota's

Het pad zelf week af van de Oregon en California Trail
naar het noorden door het Powder River-bekken. Luitenant-generaal William Tecumseh Sherman gaf in 1866 toestemming voor de bouw van drie forten om reizigers op de trail te bewaken. Soldaten werden lastiggevallen door de Sioux, op dat moment aangevoerd door Red Cloud (de Verenigde Staten noemden de oorlog Red Cloud's oorlog naar de leider van de Sioux). Kolonel Henry B. Carrington was bevelhebber van Fort Phil Kearny, tussen Fort Laramie en de Bozeman Trail, maar zijn goed versterkte positie werd niet direct aangevallen. Toen kapitein William J. Fetterman echter tegen zijn orders in soldaten aanvoerde als vergelding voor aanvallen op Fort Phil Kearny, werden alle tachtig mannen van Fetterman gedood (zie Fettermans gevecht). In de nasleep van het gevecht stemden de Verenigde Staten ermee in, als onderdeel van het Verdrag van Fort Laramie (1868), om hun forten langs de Bozeman Trail op te geven.

## Reizen na de Burgeroorlog
In 1866, nadat de Amerikaanse Burgeroorlog was afgelopen, nam het aantal kolonisten dat gebruik maakte van de route op weg naar de goudvelden in Montana toe. Ongeveer 1.200 wagens brachten dat jaar zo'n 2.000 mensen naar de stad Bozeman die het pad volgden. Het Amerikaanse leger riep een raad bijeen in Fort Laramie, die werd bijgewoond door Lakotaleider Red Cloud. Het Amerikaanse leger wilde met de Lakota onderhandelen over een recht van ddorgang voor het gebruik van het pad door kolonisten. Tijdens de onderhandelingen werd Red Cloud woedend toen hij ontdekte dat een regiment Amerikaanse infanterie de route al gebruikte zonder toestemming van de Lakota-natie. En zo begon Red Cloud's oorlog.
Het was onmogelijk voor het leger om belangrijke onderhandelingen te voeren over het verkeer door het westelijke Powder River gebied en het toekomstige gebruik ervan met Red Cloud en andere Lakota. In 1851 hadden de Verenigde Staten erkend dat het gebied toebehoorde aan de Crow en waren daardoor verplicht. De Lakotastam zelf had hetzelfde erkend.
Datzelfde jaar gebruikte Nelson Story, een succesvolle gouddelver uit Ohio in Virginia City, de Bozeman Trail om met succes vee te drijven. Ongeveer 1.000 stuks Longhorn maakten de tocht naar Montana. Het Amerikaanse leger probeerde tevergeefs om Story terug te drijven en het vee te beschermen tegen aanvallen van indianen, maar Story bracht het vee door naar de Gallatin Valley en vormde een van de eerste belangrijke kuddes in de vee-industrie van Montana.
Het Amerikaanse leger vestigde Fort Reno, Fort Phil Kearny en Fort C. F. Smith langs de route, bemand met troepen die bedoeld waren om reizigers te beschermen. Alle drie de militaire posten werden gebouwd ten westen van Powder River, dus buiten het Lakotaterritorium zoals erkend door de blanken in het Fort Laramie Verdrag. “ ... vielen de Sioux de Verenigde Staten toch aan, bewerend dat de Yellowstone nu hun land was”. De invallen van de indianen langs het pad en rond de forten gingen door.  Toen de Lakota een detachement onder William J. Fetterman vernietigden bij Fort Phil Kearny op 21 december 1866, werd het civiele verkeer langs de route gestaakt. Op 1 augustus 1867 en 2 augustus 1867 weerstonden Amerikaanse troepen gecoördineerde pogingen van grote groepen Lakota en Cheyenne om Fort C.F. Smith en Fort Phil Kearny onder de voet te lopen in de Hayfield gevecht en Wagon Box gevecht.
De aanvallen op de soldaten “leken een grote Siouxoorlog om hun land te beschermen. En dat was het ook - maar de Sioux hadden dit land nog maar kort geleden veroverd op andere stammen en verdedigden het gebied nu zowel tegen andere stammen als tegen de opmars van blanke kolonisten”. “In 1866 vochten Red Cloud en zijn alliantie van Lakota, Cheyenne en Arapaho voor een gebied dat ze slechts enkele jaren hadden gedomineerd”.
De troepen in Fort Phil Kearny en Fort C.F. Smith kregen van tijd tot tijd waarschuwingen van Crow van dreigende aanvallen, die ook informatie brachten over de locatie van Lakotakampen. De Crow waren allesbehalve blij dat een deel van hen door het verdrag gegarandeerde land werd overgenomen door hun erfvijanden, de Arapaho, Cheyenne en Lakota. Ondanks wrok tegen het verkeer op de Bozeman Trail, “gedroegen de Crow's zich nog steeds als bondgenoten van de lastiggevallen troepen” in de forten.
Later, bij het Verdrag van Fort Laramie (1868), erkende de VS de Powder River County als niet-vrijgegeven jachtgebied voor de Lakota en geallieerde stammen. Het grootste deel lag op voormalig verdragsgebied van de Crow, nu door verovering omgezet in nieuw Lakotagebied. Een tijdlang gebruikte de overheid het verdrag om het reizen van kolonisten over de Bozeman Trail te verhinderen. President Ulysses S. Grant beval de forten langs het pad te verlaten.
De Oorlog van Red Cloud kan dus worden beschouwd als de enige indiaanse oorlog waarin de Indianen hun doelen bereikten (al was het maar voor korte tijd) met een verdragsregeling die in essentie op hun voorwaarden was. In 1876 echter, na de Black Hills oorlog, heropende het Amerikaanse leger het pad. Het Amerikaanse leger bleef het pad gebruiken tijdens latere militaire campagnes en bouwde er een telegraaflijn langs.

## Moderne route

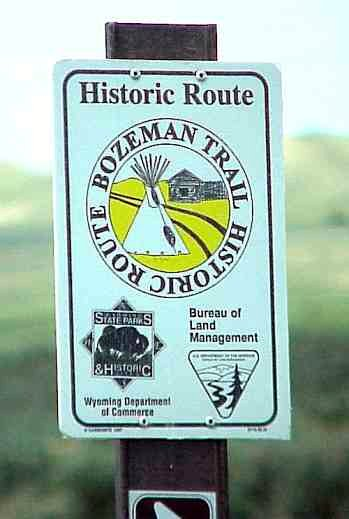
Bozeman Trail marker, Wyoming, 2003

Tegenwoordig loopt een moderne snelweg-route over ongeveer dezelfde algemene route als de historische Bozeman Trail. De route bestaat uit Interstate 25 van Douglas (Wyoming) naar Buffalo; Interstate 90 van Buffalo via Sheridan naar Bozeman, en U.S. Route 287 naar Virginia City.